# تشارلي شيلدز
تشارلي شيلدز (بالإنجليزية: Charlie Shields)‏ هو لاعب كرة قاعدة أمريكي، ولد في 10 ديسمبر 1879 في جاكسون في الولايات المتحدة، وتوفي في 27 أغسطس 1953 في ممفيس في الولايات المتحدة.

## وصلات خارجية
- تشارلي شيلدز على موقعبيزبول رفرنس.كوم (الدوري الرئيسي) (الإنجليزية)
- تشارلي شيلدز على موقعبيزبول رفرنس.كوم (الدوري الثانوي) (الإنجليزية)